# Паметна плоча
Паметната плоча или само плоча е плоча от метал, керамика, камък, дърво или друг материал, която най-често е закрепена към стена, камък или друга повърхност – често фасади на сгради, паметници, на подове, тротоари или край пътища и която носи текст или изображение или и двете, в памет на една или повече личности (там където са живели, работили или са били убити), на исторически събития (където са се случили), за отбелязване на предишното предназначение на мястото или за нещо друго от съществено значение. Изпълнени са с релефна техника, а понякога също с помощта на техники като гравиране или живопис.
Мемориални маркери се използват също така за да се отбележат и помнят имената на дарителската институция (институция за висше образование, храм, и т.н.). Плочи с посвещение се дават и като подарък, сувенир, в знак на признание за постижения или години работа.